# Mikroregion Šumperský venkov
Mikroregion Šumperský venkov je sdružení podle §829 Obč. zákoníku v okresu Šumperk, jeho sídlem je Nový Malín a jeho cílem je společný postup při prosazování regionálních zájmů. Sdružuje celkem 7 obcí.

## Obce sdružené v mikroregionu
- Dolní Studénky
- Hrabišín
- Kamenná
- Libina
- Nový Malín
- Rohle
- Oskava